# Plan 9
Plan 9 è un sistema operativo inventato da Ken Thompson, Rob Pike, Dave Presotto e Phil Winterbottom presso i Bell Laboratories verso la fine degli anni '80.
Plan 9 presenta alcune somiglianze con Unix, pur essendo progettualmente molto diverso.

## Differenze con Unix
In Unix, le pipe sono unidirezionali, cioè l'output di un comando ad interfaccia a riga di comando viene utilizzato come input per il secondo comando.
In Plan 9, invece, le pipe sono bidirezionali e utilizzate come canale per trasportare dati in entrambe le direzioni.

## Sicurezza
La gestione delle chiavi e la crittograﬁa del sistema è competenza esclusiva di un apposito software analogo a ssh-agent chiamato Factotum.

## Tecnologie
Molte tecnologie e standard non hanno senso con Plan9 se non per compatibilità verso gli altri sistemi operativi.
Non esiste il concetto di superutente, come avviene nei sistemi operativi Unix-like, ma ogni utente è proprietario e responsabile in modo distribuito delle risorse che condivide.
In un tale sistema viene stravolto il concetto stesso di condivisione e non ha più senso collegarsi a una macchina per inviare comandi; le operazioni corrette risultano essere quelle relative all'importazione di pezzi di altre macchine per poi essere riutilizzati.